# アニメ玉手箱
『アニメ玉手箱』（アニメたまてばこ）は、ラジオ関西にて1986年4月5日から1989年3月25日にかけて放送されたアニラジ。

## 概要
同局の深夜枠が1時間空いた事を機に、岩崎和夫アナウンサー（当時、現フリー）が始めた番組。アニメソングをかける際はフェードアウトが通例だが、「フルコーラス」への拘って曲を流すスタイルが評判となり、リスナーも増加して行った。
前身としては1981年10月に始まったナイターオフ番組『歌謡天国』において、1983年10月より1コーナーとしてアニメソングのリクエストを受け付けたことが始まりとなり、1985年10月からは同じくナイターオフ番組『歌謡曲まかせなさい』でもアニメソングのコーナーを継続、これが反響を呼ぶこととなり、本番組の成立へと繋がっていった。

## 放送時間ほか
開始時は毎週土曜日25:00-26:00。その後放送時間がよく変更され、日曜21:00-22:00、金曜25:10-26:00、土曜20:00-21:30を経て、最終的に最初の土曜25:00-26:00に戻った。
毎月月末の特集時には吉田秀子アナ（当時）がアシスタントとして加わった。
1989年から放送時間を2時間に拡大した『青春ラジメニア』にリニューアルされた（以降は該当記事を参照）。